# Arnoldus Albert Baatsen

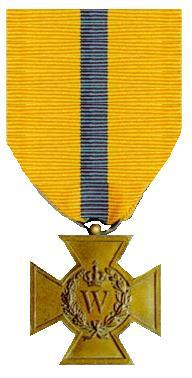
Bronzen Kruis

Arnoldus Albert (Nol) Baatsen (Amsterdam, 11 april 1918 - Mauthausen, 7 september 1944) was Engelandvaarder en slachtoffer van het Englandspiel.
Nol Baatsen was SOE-agent en werd opgeleid in de Field Security Headquarters in Kingston. Hij werd op 27 maart 1942 gedropt bij Kallenkote bij Steenwijk en kreeg verschillende opdrachten mee:
1. een telefoonlijn bij Voorburg controleren,;
2. Hotel Aurora, hoofdkwartier van de Duitse verbindingsdienst, vernietigen;
3. een kleding- en voorraaddepot bij Rijnsburg vernietigen;
4. op vliegveld Ypenburg de voorraad brandstof vernietigen.

Direct na aankomst werd hij door de Duitsers gearresteerd. Hij was een van de eerste slachtoffers van het Englandspiel. Hij werd verhoord door Joseph Schreieder. Op 1 mei 1942 werd hij naar Kamp Haaren gebracht. Op 29 november 1943 werd hij op transport gesteld naar Mauthausen, waar hij op 7 september 1944 werd omgebracht.